# São Luiz do Oeste
São Luiz do Oeste é um distrito do município brasileiro de Toledo, no estado do Paraná.